# Бокторське сільське поселення
Бокто́рське сільське поселення (рос. Бокторское сельское поселение) — сільське поселення у складі Комсомольського району Хабаровського краю Росії.
Адміністративний центр та єдиний населений пункт — село Боктор.

## Населення
Населення сільського поселення становить 291 особа (2019; 343 у 2010, 401 у 2002).